# William Henry Chamberlin
William Henry Chamberlin (Brooklyn, 17 febbraio 1897 – Sankt Moritz, 12 settembre 1969) è stato uno storico e giornalista statunitense.
Fu autore di numerosi libri sulla Guerra fredda, sul comunismo e sulla politica estera degli Stati Uniti d'America, tra cui The Russian Revolution 1917-1921 (1935), che fu scritto in Unione Sovietica tra il 1922 e il 1934 mentre era corrispondente a Mosca del Christian Science Monitor.
Aveva simpatie comuniste fino a quando non visse nell'Unione Sovietica. Quindi, a poco a poco divenne anticomunista. Predisse che l'intervento statunitense nella seconda guerra mondiale avrebbe aiutato il comunismo in Asia e in Europa e quindi era un non-interventista.

## Infanzia e formazione
Chamberlin nacque a Brooklyn e studiò nelle scuole della Pennsylvania e successivamente all'Haverford College. A 25 anni, si trasferì al Greenwich Village e fu profondamente colpito dal bohémien culturale e dalla politica bolscevica. Lavorò per Heywood Broun, l'editore del New York Tribune. Ha anche pubblicato sotto lo pseudonimo di A.C. Freeman ed era un pacifista socialista.

## Simpatizzante sovietico
Arrivò in Unione Sovietica da giovane e presto trovò lavoro con il Christian Science Monitor per il quale avrebbe lavorato fino al 1940. Ha anche lavorato come corrispondente di Mosca per il Manchester Guardian. Inizialmente era un marxista e un simpatizzante della rivoluzione bolscevica. Durante il suo soggiorno divenne critico. Il suo primo libro, Soviet Russia, pubblicato nel 1930, descriveva in dettaglio le politiche della Nuova politica economica (NEP) e fu, nel complesso, favorevole ai cambiamenti introdotti dalla rivoluzione russa.
Tuttavia, anche allora, aveva i suoi dubbi. Verso la fine del suo soggiorno, si convinse degli errori della politica comunista. Incontrò la moglie di origine russa, Sonya, negli Stati Uniti, dove lei e la sua famiglia erano immigrati. Visitarono l'Ucraina e il Caucaso settentrionale nel 1932 e nel 1933. Hanno assistito alle carestie ucraine (il cosiddetto Holodomor), prodotte dalla collettivizzazione forzata.

## Passaggio all'anticomunismo
Dopo aver lasciato l'Unione Sovietica. Nel 1935 fu inviato dal Monitor in Asia orientale e scrisse Japan Over Asia sulla base di ciò che imparò lì sul militarismo giapponese. Dal 1939 fu trasferito in Francia. Nel 1940, con l'occupazione tedesca, fece esperienza del nazismo e questo lo convinse ulteriormente dei pericoli del collettivismo e dell'assolutismo in generale. Divenne più convinto dell'importanza dei diritti individuali e del valore della Carta dei diritti degli Stati Uniti.
Dopo essere tornato negli Stati Uniti, ha vissuto a Washington e poi a Cambridge, nel Massachusetts. Gran parte del suo lavoro successivo mirava a criticare comunismo, socialismo e altre forme di collettivismo. Ha continuato a scrivere sia libri accademici sia articoli più popolari. Il suo Confessions of a Individualist fu un'autobiografia pubblicata nel 1940, poco prima dell'inizio della sua collaborazione con Russian Review, che doveva durare fino alla sua morte, avvenuta per un ictus, 28 anni dopo, nel 1969.
Credeva che il Regno Unito e gli Stati Uniti avrebbero dovuto restare fuori dalla seconda guerra mondiale per impedire la diffusione del comunismo in Europa e in Asia, con Germania e Giappone come preziose barriere.

## Opere

### Libri
- Soviet Russia: A Living Record and a History, Little, Brown & Company, 1930.
- The Soviet Planned Economic Order, World peace foundation, 1931.
- Russia's Iron Age, Little, Brown & Company, 1934.
- The Russian Revolution, 1917-1921, Macmillan, 1935.
- Collectivism: A False Utopia, Macmillan, 1937.
- Japan Over Asia, Duckworth, 1938.
- The Confessions of an Individualist, Macmillan, 1940.
- The World's Iron Age, Macmillan 1941.
- Canada: Today and Tomorrow, Little, Brown & Company, 1942.
- The Russian Enigma, Scribner's Sons, 1943.
- The Ukraine: A Submerged Nation, Macmillan, 1944.
- America: Partner in World Rule, The Vanguard Press, 1945.
- Blueprint for World Conquest, Human events, 1946.
- World Order or Chaos, Duckworth, 1946.
- The European Cockpit, Macmillan, 1947.
- America's Second Crusade, H. Regnery Company, 1950.
- Beyond Containment, H. Regnery, 1953.
- The Evolution of a Conservative, H. Regnery Company, 1959.
- Appeasement: Road to War, Rolton House, 1962.
- The German Phoenix, Duell, Sloan & Pearce, 1963.

### Articoli
- "Our Totalitarian Radicals", The Freeman: Ideas on Liberty, April 1969
- "The Morality of Capitalism", The Freeman: Ideas on Liberty, January 1957, Vol. 7 No. 1
- "Turgenev: The Eternal Romantic", Russian Review, Vol. 5, No. 2 (Spring, 1946), pp. 10–23.